# ورودی لگن
حدود فوقانی حفره لگن خاصره بدن را ورودی لگن (انگلیسی: Pelvic inlet)، مدخل لگنی، یا محدوده سوراخ فوقانی می‌گویند.